# Frémécourt
Frémécourt – miejscowość i gmina we Francji, w regionie Île-de-France, w departamencie Dolina Oise.
Według danych na rok 1990 gminę zamieszkiwało 396 osób, a gęstość zaludnienia wynosiła 93 osób/km² (wśród 1287 gmin regionu Île-de-France Frémécourt plasuje się na 866. miejscu pod względem liczby ludności, natomiast pod względem powierzchni na miejscu 733.).